# Sonderdelikt
Als Sonderdelikt bezeichnet man im Unterschied zum Allgemeindelikt einen strafrechtlichen Tatbestand, der nur durch einen bestimmten Täterkreis verwirklicht werden kann, also beim Täter ein besonderes persönliches Merkmal voraussetzt. Beispiele für Sonderdelikte sind im deutschen Recht etwa die Amtsdelikte (vgl. § 331 ff. StGB), die nur durch einen Amtsträger (§ 11 Abs. 1 Nr. 2 StGB), oder Insolvenzdelikte (§ 283 ff. StGB), die nur vom Schuldner im Insolvenzverfahren (früher Gemeinschuldner genannt) begangen werden können.
Unterschieden wird in der rechtswissenschaftlichen Literatur zudem zwischen echten Sonderdelikten und unechten Sonderdelikten. Echte Sonderdelikte können nur von Tätern begangen werden, die eine bestimmte Qualifikation aufweisen, z. B. Ärzte, Amtsträger. Unechte Sonderdelikte können von jedem begangen werden. Bei unechten Sonderdelikten jedoch kann die Eigenschaft des Täters, z. B. als Arzt oder Amtsträger tätig zu werden, Einfluss auf das Strafmaß haben. Beispiele aus dem deutschen Strafrecht: Gefangenenbefreiung (§ 120 Abs. 2 StGB), Verwahrungsbruch (§ 133 Abs. 3 StGB), Strafvereitelung im Amt (§ 258a StGB) und Körperverletzung im Amt (§ 340 StGB).
Die Einordnung eines Delikts als Sonderdelikt hat Konsequenzen insbesondere für die Frage der Strafbarkeit des Teilnehmers, also des Anstifters (§ 26 StGB) oder Gehilfen (§ 27 StGB) – vgl. § 28 StGB.
Keine Sonderdelikte sind die eigenhändigen Delikte, die nicht auf einen bestimmten Täterkreis beschränkt sind, sondern nur von dem begangen werden können, der die tatbestandliche Handlung selbst (eigenhändig) begeht.
Mitunter werden als Sonderdelikte auch solche Straftatbestände bezeichnet, die zwar alle Merkmale eines anderen Tatbestandes enthalten, aber keine Qualifikation sind, sondern ein eigenes (Grund)Delikt. Das betrifft etwa den Raub im Verhältnis zum Diebstahl. Gebräuchlicher ist die Bezeichnung als delictum sui generis.